# Picot de Cambridge
Picot de Cambridge también Picot de Lascelles (Latin medievalː Picotus de Laceles, c. 1022-17 de mayo de 1086), fue un noble caballero anglonormando, alto sheriff de Cambridgeshire. Un barón que acompañó al contingente bretón del ejército de Guillermo el Conquistador y un importante vasallo del conde Alan Rufus en Yorkshire y Lincolnshire.  Múltiples fuentes indican que «la familia Say se ramificó para formar otras familias», como en este caso. Hijo de Robert fitz Picot, originario de la región de Orne, acumuló multitud de propiedades y señoríos, por lo que se le conoce con varios nombres, según quién hable o escriba sobre él. El apodo Lascelles no se usó hasta después de la conquista normanda de Inglaterra. El Libro Domesday (1086) afirma que Picot poseía 64 hides de tierra y 87 como feudatario. Fue una de las personas con mayor tenencia de tierras mencionadas en el Libro Domesday. Como sheriff fue aborrecido por los anglosajones locales, especialmente por extorsionar con impuestos elevados y confiscar tierras. Su mala reputación se extendió rápidamente. 
El castillo de Cambridge fue uno de los tres castillos construidos en el este de Inglaterra a finales de 1068 por Guillermo el Conquistador tras su campaña norteña para conquistar York. Cambridge, o Grantabridge, como se conocía entonces, se encontraba en la antigua ruta romana de Londres a York y tenía una importancia estratégica, aunque también corría peligro de rebelión. Las obras iniciales fueron dirigidas por Picot, como alto sheriff, donde posteriormente fundó el priorato de St. Giles junto al castillo en 1092,  que en 1112 cambió el emplazamiento cerca de Barnwell. El castillo se construyó dentro de la ciudad existente, y 27 casas tuvieron que ser demolidas para construirlo. Mantuvo fuertes vínculos con el priorato de Colchester, los monjes de Cambridge siguieron el ejemplo de Colchester y adoptaron la orden mendicante del gobierno agustino. Picot dotó a los seis hermanos agustinos con ingresos provenientes de diezmos y con varias rectorías. Tras su muerte, el monasterio pasó a manos de la corona, quien lo cedió a Pain Peverel, yerno de Picot.

## Herencia
Se casó con Hugolina de Gernon (c. 1026-1077), una hija de Robert de Gernon. Fruto de esa relación nacieron varios hijosː
- Robert fitz Picot de Say, señor de Clun, vizconde (c. 1051-1094). Se levantó en armas contra Enrique I de Inglaterra y fracasó, viéndose forzado a huir de Inglaterra. Toda su heredad fue confiscada y pasó a manos de su cuñado Pagan [Pain] Peverell, Lord of Whittington.
- Roger de Lascelles, señor de Kirkby Knowle (c. 1110-1178);
- Humphrey de Lascelles, caballero del castillo de Hinderskelfe (m. 1102);
- Geoffrey de Lascelles;
- Saher de Saye (Seyton, m. 1110);
- Agnes de Lascelles, esposa de Ralph [Raoul] de Saint-Germain;[7]
- Elise de Lascelles, esposa de Pagan [Pain] Peverel, señor de Whittington.